# Ю Ін Тхак
Ю Ін Тхак (кор. 유 인탁; нар. 10 січня 1958, Кімдже, Північна Чолла) — південнокорейський борець вільного стилю, разовий срібний та разовий бронзовий призер чемпіонатів світу, разовий срібний та разовий бронзовий призер чемпіонатів Азії, разовий срібний та разовий бронзовий призер Азійських ігор, разовий срібний та разовий бронзовий призер Кубків світу, учасник Олімпійських ігор.

## Життєпис
Народився в родині мірошника.
Він закінчив початкову школу Хванган та середню школу Ірі, сільськогосподарську середню школу Ірі, університет Чонджу та аспірантуру університету Донгук.
Його доля змінилася на другому курсі навчання в Ірійській сільськогосподарській вищій школі. Він посів перше місце з армреслінгу на спортивному фестивалі та привернув увагу вчителя фізкультури, коли домінував над усією школою в боротьбі, хоча ніколи раніше не займався спортом.
Протягом шести місяців після приєднання до клубу він виграв національні змагання, а до третього року навчання виграв усі національні змагання.
Після закінчення школи Ю Ін Тхак працював у Корейській житловій корпорації з 1976 по 1998 рік, досягнувши визначних результатів як борець, тренер і менеджер національної збірної.
У 1980 році 22-річний Ю готувався до участі в літніх Олімпійських іграх 1980 року в Москві, але змушений був пропустити їх через бойкот Олімпіади західними країнами та їх союзниками, пов'язаний з радянським вторгненням до Афганістану.
На літніх Олімпійських іграх 1984 року в Лос-Анджелесі Ю Ін Тхак, який до цього мав у своєму активі бронзу Азійських ігор 1982 року, срібло літньої Універсіади 1981 року та лише шосте місце на чемпіонаті світу того ж року, створив справжню сенсацію, здобувши олімпійське золото.
Легко перемігши француза Еріка Брюлона в першому матчі, індійця Сінгха в другому та західнонімецького Ервіна Кнопса в третьому, Ю зіткнувся з вирішальним четвертим матчем. Його суперником був японець Масакадзу Камімура, який переміг його з рахунком 3-2 на Азійських іграх за два роки до того. Хоча Ю Ін Тхак виграв матч з переконливою перемогою, він отримав травму спини, яка позбавила його можливості рухатися.
11 серпня 1984 року відбувся фінал чоловічої боротьби вільного стилю у ваговій категорії до 68 кг. Ю Ін-так боровся проти Ендрю Лейна зі США, якого підтримували домашні вболівальники. Еорейський спортсмен добре розпочав поєдинок, набравши три очки чистим кидком лише через 1 хвилину 10 секунд після початку першого періоду. Однак потім він опинився безпорадним і дозволив супернику атакувати. Незабаром той виконав три одноочкові прийоми, в результаті чого рахунок зріс до 3-4. Зібравши останні сили, Ю Ін Тхак успішно виконав переворот, завершивши перший період з рахунком 5-4.
На корейського борця чекав пекельний другий тайм. Всього через 30 секунд Ю Ін Тхак отримав травму, коли суперник вдарив його головою, а черезпівтори хвилини йому зробили попередження за пасивну гру. Через дві хвилини у нього з'явилася судома ноги, і за 10 секунд до кінця він дозволив супернику кинути його, завершивши сутичку з рахунком 5-5. За нічийного рахунку судді віддали перемогу корейцю, який виконав потужніший прийом (триочковий на початку поєдинку).
На церемонію нагородження Ю Ін Тхак, скаржачись на сильний біль у спині, з'явився в інвалідному візку.
Корейські ЗМІ були настільки зворушені, що навіть надрукували додаткові видання, а іноземні інформаційні агентства, такі як Associated Press та Reuters, високо оцінили бойовий дух корейського спортсмена, назвавши його героєм, який яскраво сяяв на Олімпіаді разом з американським героєм легкої атлетики Карлом Льюїсом.
Житлова корпорація, де він працював, після цієї пермоги подарувала йому будинок в Сеулі.
Через чотири роки на Олімпіаді, яка проходила на батьківщині Ю Ін Тхака в корейському Сеулі, йому надали честь нести прапор країни на церемонії відкриття, хоча сам тридцятирічний спортсмен на цих змаганнях вже не брав участі.
Після того, як у 1999 році він залишив посаду тренера з боротьби, він перейшов у ресторанний бізнес.

## Спортивні результати на міжнародних змаганнях

### Виступи на Олімпіадах
| Змагання                    | Збірна         | Вагова категорія          | Місце  |
| --------------------------- | -------------- | ------------------------- | ------ |
| Літні Олімпійські ігри 1984 | Південна Корея | вільна боротьба, до 68 кг | Золото |

### Виступи на Чемпіонатах світу
| Змагання                        | Збірна         | Вагова категорія          | Місце |
| ------------------------------- | -------------- | ------------------------- | ----- |
| Чемпіонат світу з боротьби 1981 | Південна Корея | вільна боротьба, до 68 кг | 6     |

### Виступи на Азійських іграх
| Змагання           | Збірна         | Вагова категорія          | Місце  |
| ------------------ | -------------- | ------------------------- | ------ |
| Азійські ігри 1982 | Південна Корея | вільна боротьба, до 68 кг | Бронза |

### Виступи на Кубках світу
| Змагання                    | Збірна         | Вагова категорія          | Місце |
| --------------------------- | -------------- | ------------------------- | ----- |
| Кубок світу з боротьби 1982 | Південна Корея | вільна боротьба, до 68 кг | 5     |

### Виступи на Універсіадах
| Змагання               | Збірна         | Вагова категорія          | Місце  |
| ---------------------- | -------------- | ------------------------- | ------ |
| Літня Універсіада 1981 | Південна Корея | вільна боротьба, до 68 кг | Срібло |